# Грачёв, Михаил Фролович
Грачёв Михаил Фролович (8 ноября 1913, Казанская губерния — 23 февраля 2003, Санкт-Петербург) — советский живописец и график, член Санкт-Петербургского Союза художников (до 1992 года — Ленинградской организации Союза художников РСФСР).

## Биография
Михаил Фролович Грачёв родился 8 ноября 1913 года в Татарии. Учился в Ленинградском художественно-педагогическом техникуме (1933—1936), по окончании преподавал рисование в школах города. В 1939 году был призван в Красную Армию. Участник войны с белофиннами 1939—1940 годов. После демобилизации в 1940 году поступил в Ленинградский институт живописи, скульптуры и архитектуры. В Отечественную войну 1941—1945 годов воевал рядовым на Ленинградском фронте. После ранения был демобилизован по инвалидности. Награждён медалями «За оборону Ленинграда», «За победу над Германией».
В 1948 году окончил ЛИЖСА имени И. Е. Репина по мастерской В. М. Конашевича с присвоением квалификации художника-графика. Дипломная работа — оформление книги «Слово о полку Игореве».
В 1949—1952 годах работал директором ленинградского художественного училища. С 1949 года участвовал в выставках, экспонируя свои работы вместе с произведениями ведущих мастеров изобразительного искусства Ленинграда. Работал в графике, позже преимущественно в станковой живописи. Писал жанровые и исторические картины, пейзажи, портреты, натюрморты. Среди произведений, созданных Грачёвым, картины «Башня в Загорске», «Столетний колхозник Фёдор Романович», «Букет полевых цветов. Натюрморт» (все 1958), «Рыбак» (1961), «Сосенки» (1962), «Камни Бахчисарая», «Улица в Чуфут-Кале», «На защиту Петрограда» (все 1964), «Крым», «Улица в Бахчисарае» (обе 1968), «Бывалый солдат Степан Шевчук» (1975), «Букет сирени» (1976), «Рыбы» (1977), «Цветы» (1980) и другие.
На рубеже 80-х и 90-х годов работы Михаила Грачёва в составе экспозиций произведений ленинградских художников были представлены европейским зрителям на целом ряде зарубежных выставок.
Скончался 23 февраля 2003 года в Петербурге на 90-м году жизни.
Произведения М. Ф. Грачёва находятся в музеях и частных собраниях в России, Франции, Японии, США, Бельгии и других странах.

## Выставки
- 1958 год (Ленинград): Осенняя выставка произведений ленинградских художников.
- 1960 год (Ленинград): Выставка произведений ленинградских художников.
- 1961 год (Ленинград): Выставка произведений ленинградских художников открылась в залах Государственного Русского музея.
- 1962 год (Ленинград): Осенняя выставка произведений ленинградских художников.
- 1964 год (Ленинград): Ленинград. Зональная выставка.
- 1965 год (Ленинград): Весенняя выставка произведений ленинградских художников.
- 1969 год (Ленинград): Весенняя выставка произведений ленинградских художников.
- 1977 год (Ленинград): Выставка произведений ленинградских художников, посвящённая 60-летию Великого Октября.
- 1980 год (Ленинград): Зональная выставка произведений ленинградских художников.
- 1985 год (Ленинград): 40 лет Великой победы. Выставка произведений художников — ветеранов Великой Отечественной войны.
- Апрель [1991] года (Париж): Выставка «Русские художники».
- Январь 1992 года (Париж): Выставка «Санкт-Петербургская школа».
- Февраль 1993 года (Брюссель): Выставка «Русские художники».